# Berëzovka (fiume)
La Berëzovka (in russo  Берёзовка?) è un fiume della Siberia Orientale, affluente di destra della Kolyma. Scorre nello Srednekolymskij ulus della Sacha (Jacuzia).
Il fiume ha origine e scorre all'interno dell'altopiano degli Jukagiri con direzione dapprima nord-orientale, successivamente mediamente nord-occidentale. Sfocia nella Kolyma a una distanza di 559 chilometri dalla sua foce. La sua lunghezza è di 517 km, l'area del bacino è di 28 400 km².Ci sono circa 2000 laghi nel suo bacino. I fenomeni di ghiaccio iniziano ad ottobre. Il fiume si congela nel corso superiore e, meno spesso, nel corso medio. Di solito sgela a maggio.
Il suo maggior affluente (da destra) è il Siver (lungo 203 km).